# 阪神9300系電聯車
阪神9300系電聯車（日语：／ Hanshin 9300-kei densha）是阪神電氣鐵道用於優等列車的電車。由於9300系主要用於急行列車或是特急列車，因此有時也會被歸類為急行型電聯車。阪神電氣鐵道為提升直通特急列車對向座椅的配置比例，以及汰換車體逐漸老舊的阪神3000系電聯車，因此於2001年3月開始將本型車投入使用。
本型車為阪神電氣鐵道自1954年將阪神3011型電聯車投入使用以來，時隔37年再度推出採用交叉座椅的急行列車，也是最後一款由武庫川車輛工業製造的列車。而本型車的車體上半部採用Presto橘作為塗裝，下半部則使用米色。